# 理查德·斯坦诺普
理查德·斯坦诺普（英語：Richard Stanhope，1957年4月27日—），英国男子赛艇运动员。他曾代表英国参加1980年、1984年、1988年和1992年夏季奥林匹克运动会赛艇比赛，其中1980年奥运会获得一枚银牌。